# Gitarama
Gitarama es la segunda mayor ciudad de Ruanda (población en 2002: 84.669 habitantes) y era capital de una de las doce provincias (intara) en que se dividía el país hasta el 1 de enero de 2006. Gitamara se encuentra en el centro del país, al oeste de la capital Kigali.
La provincia tenía un área de 2.187 kilómetros cuadrados y una población de 851.451 habitantes (datos de 2002) y estaba dividida en 8 distritos: Muhanga, Kayumbu, Kabagali, Ntenyo, Kamonyi, Ntongwe, Ndiza y Ruyumba; y dos ciudades: Ruhango y Gitarama.

## Celebridades
- Paul Kagame, presidente de Ruanda desde 2000, nació aquí.